# Karelia (musique de scène)
Pour les articles homonymes, voir Karelia.
Karelia est une musique de scène écrite par Jean Sibelius en 1893.

## Historique
Son nom fait référence à la Carélie, région située en bordure de la Finlande et de la Russie.
Il s'agit d'une commande de l'Association des étudiants de Viipuri (université d'Helsinki) dont la première a été donnée le 13 novembre 1893 lors d'un concert de bienfaisance. Viipuri est le nom finnois de Vyborg, une des villes de l'isthme de Carélie.
L'œuvre reçut alors un chaleureux accueil, probablement aidé par l'élan patriotique, mais Sibelius fut beaucoup plus critique à son sujet et dissocia la partition en une Ouverture op. 10, puis en une suite en trois mouvements, la Suite Karelia op. 11. Le reste de la partition fut abandonné par le compositeur et plusieurs pages disparurent.
Une première tentative de reconstitution a été faite en 1965 par Kalevi Kuosa, puis par Jouni Kalpainen. Une autre version est celle de Kalevi Aho en 1997.

## Analyse
L'œuvre comprend une ouverture et huit tableaux inspirés de l'histoire de la Carélie entre le Moyen Âge et l'époque contemporaine. Son exécution demande environ quarante minutes.
- L'ouverture, connue également sous le numéro d'opus 10, a été conservé en intégralité.
- Le tableau I est intitulé Une maison karélienne de 1293, chanson runique interrompue par une musique de guerre. Sa partition est complète.
- Le tableau II, La fondation de Viipuri, comporte des passages manquants.
- Le tableau III, Narimont, duc de Lituanie, lève des taxes, a été repris partiellement dans son op. 11. Certains passages sont cependant manquants.
- Le tableau IV, Le roi Karl Knuttson dans le château de Viipuri a une partition complète. Il a été repris partiellement pour le second mouvement de la Suite Karelia.
- Le tableau V, Pontus de la Gardie aux portes de Käkisalmi (1580) a été repris également partiellement dans son op. 11. Certains passages sont manquants.
- Le tableau VI, Le siège de Viipuri, a été amputé de plusieurs passages.
- Le tableau VII, La réunification de la Karélie avec la Finlande a perdu également plusieurs passages.
- Le tableau VIII se termine par un bref hymne finnois Notre patrie.

### Suite Karelia op. 11
La Suite Karelia op. 11 se compose de trois mouvements :
- Intermezzo
- Ballade
- Alla marcia

### Orchestration
| Instrumentation de la Suite Karelia op. 11                                      |
| Cordes                                                                          |
| premiers violons, seconds violons, altos, violoncelles, contrebasses            |
| Bois                                                                            |
| 2 flûtes, dont une jouant du piccolo, 2 hautbois, 2 clarinettes en si 2 bassons |
| Cuivres                                                                         |
| 4 cors en fa, 2 trompettes, 3 trombones, 1 tuba                                 |
| Percussions                                                                     |
| timbales, grosse caisse, tambourin, cymbales                                    |